# 조한나 데이
조해나 데이(Johanna Day, 1964년 1월 1일 ~ )는 미국의 배우이다. 토니상에 두 차례, 드라마 데스크상에 한 차례 후보로 올랐으며, 헬렌 헤이스상과 오비상 수상자이다.
윈체스터에서 태어났다.

## 출연 작품

### 영화
- 언브레이커블 (2000)
- The Trap (2007) - 단편
- 버드맨 (2014)
- 워스 (2020)

### 텔레비전
- 저징 에이미 (2002-04)
- 로앤오더: 범죄 전담반 (2007-08)